# Медвянець
Медвя́нець (Melidectes) — рід горобцеподібних птахів родини медолюбових (Meliphagidae). Представники цього роду є ендеміками Нової Гвінеї.

## Опис
Медвянці — птахи середнього розміру, довжина яких становить від 21 до 32 см, а вага — від 25 до 97 г. Їхне забарвлення є різноманітним, однак всі вони мають довгий, іноді товстий дзьоб і плями голої шкіри навколо очей, які можуть бути досить великими і яскравими. 

## Середовище проживання
Медвянці переважно населяють гірські тропічні ліси. Вони живуть як в самих лісах, так і на узліссях, а також у високогірних чагарникових заростях та на високогірних луках. В деяких випадках, коли два види медвянців мешкають в подібних природних середовищах, як-от синьощокі і жовтоброві медвянці, які мешкають в горах Шредера, то такі види займають різні природні ніші, відповіно до принципу Ґаузе.

## Раціон
Медвянці живляться комахами, нектаром, пилком, плодами і ягодами. Нектарці шукають їжу в усіх ярусах тропічного лісу, а на відкритих місцевостях — в чагарникових заростях. Деякі види також шукають здобич на землі, полюючи на комах, або порпаючись у опалому листі. Медвянці шукають їжу поодинці, а також парами і невеликими сімейними зграйками. Як і інші медолюбові, медвянці можуть бути агресивними по відношенню до інших птахів, зокрема до фруктоїдів, ягодоїдів, інших медолюбів, або навіть до інших медвянців. Дослідження показало, що синьощокі медвянці агресивно захищали квіти наземного кореневого паразита Mitrastemmaa від рудоволих медвянців.

## Збереження
Більшість медвянців поширені на обмеженій території, наприклад на вершинах гірських хребтів. Найбільш поширеним видом є рудоволий медвянець, який, очевидно, отримав користь від людської діяльності. Він віддає перевагу узліссям, вторинним лісам і садам, а популяція цього виду збільшується.

## Види
Виділяють шість видів:
- Медвянець сивоспинний (Melidectes ochromelas)
- Медвянець білолобий (Melidectes leucostephes)
- Медвянець жовтобровий (Melidectes rufocrissalis)
- Медвянець півострівний (Melidectes foersteri)
- Медвянець синьощокий (Melidectes belfordi)
- Медвянець рудоволий (Melidectes torquatus)

За результатами молекулярно-генетичного дослідження, опублікованого в 2019 році, три види, яких раніше відносили до роду Melidectes, були переведені до відновленого роду Melionyx.

## Етимологія
Наукова назва роду Melidectes походить від сполучення слів дав.-гр. μελι — мед і δεκτης — той, хто кусає.